# Aile Rogallo
Pour les articles homonymes, voir aile.

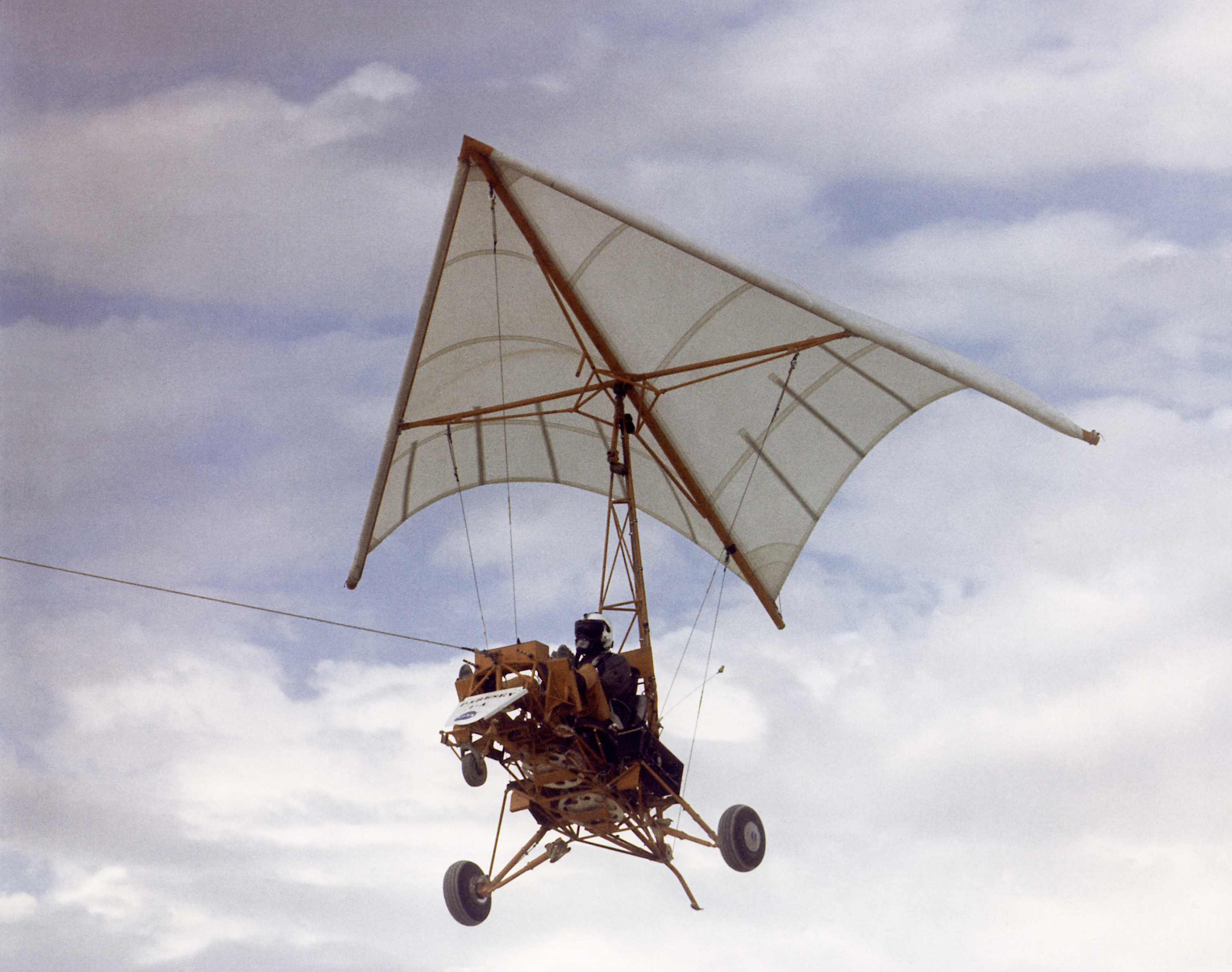
Le planeur Paresev de la NASA.

Les ailes Rogallo (inventées par et baptisées par Francis Rogallo) sont des ailes volantes simples et peu coûteuses avec de remarquables propriétés. Elles sont souvent vues dans les kits de jouets, mais ont été utilisées pour construire des cerfs-volants, des parachutes, des deltaplanes et des ULM.
Les ailes Rogallo sont deux surfaces en demi-cônes, partageant un côté, dont les cônes pointent vers l'avant. Les ailes Rogallo lentes ont des cônes larges et peu profonds. Les ailes Rogallo rapides, subsonique et supersonique, ont des cônes longs, fins et pointus.
Les ailes Rogallo ne sont pas très efficaces, mais leur conception est flexible et peu coûteuse. Des variantes fonctionnent à la plupart des nombres de Reynolds (presque tous les fluides réels, incluant l'air, l'eau, l'hydrogène et le dioxyde de carbone) à partir de très faibles vitesses subsoniques (5 km/h dans l'air) jusqu'au très hautes vitesses supersoniques (aussi hautes que Mach 25 dans l'air).
Une des propriétés particulières des ailes Rogallo est qu'elles peuvent être construites à partir d'une membrane flexible (comme un film plastique ou de la voile de bateau), et une armature en A. L'utilisation de films plastiques et de tubes permet la fabrication d'ailes Rogallo peu coûteuses utilisées dans des kits. De grandes ailes Rogallo peuvent être créées pour être pliées ou enroulées pour être rangées dans des emballages compacts (i.e. coffre de toit pour deltaplanes).